# André Vonarburg
Andre Vonarburg (ur. 16 stycznia 1978 w Lucernie) – szwajcarski wioślarz, reprezentant Szwajcarii w wioślarskiej jedynce podczas Letnich Igrzysk Olimpijskich w Pekinie.

## Osiągnięcia
- Mistrzostwa Świata Juniorów – Poznań 1995 – ósemka – 3. miejsce[1].
- Mistrzostwa Świata Juniorów – Glasgow 1996 – dwójka podwójna – 3. miejsce[1].
- Mistrzostwa Świata – Aiguebelette-le-Lac 1997 – dwójka podwójna – 17. miejsce[1].
- Mistrzostwa Świata – Kolonia 1998 – czwórka podwójna – 9. miejsce[1].
- Mistrzostwa Świata – St. Catharines 1999 – czwórka podwójna – 6. miejsce[1].
- Igrzyska Olimpijskie – Sydney 2000 – czwórka podwójna – 5. miejsce[1][2].
- Mistrzostwa Świata – Lucerna 2001 – dwójka podwójna – 6. miejsce[1].
- Mistrzostwa Świata – Mediolan 2003 – jedynka – 11. miejsce[1].
- Igrzyska Olimpijskie – Ateny 2004 – jedynka – 8. miejsce[2].
- Mistrzostwa Świata – Eton 2006 – jedynka – 9. miejsce[1].
- Mistrzostwa Świata – Monachium 2007 – jedynka – 9. miejsce[1][2].
- Igrzyska Olimpijskie – Pekin 2008 – jedynka – 9. miejsce[1][2].
- Mistrzostwa Świata – Poznań 2009 – dwójka podwójna – 7. miejsce[1].
- Mistrzostwa Europy – Brześć 2009 – dwójka podwójna – 2. miejsce[1].
- Mistrzostwa Europy – Montemor-o-Velho 2010 – dwójka podwójna – 6. miejsce[1].